# Giuseppe Cosma
Giuseppe Cosma (Padova, 7 giugno 1940) è un ex calciatore italiano, di ruolo ala sinistra.

## Carriera
Cresciuto nel Campetra e Padova, debutta con i biancoscudati in Serie A il 17 aprile 1960, segnando il secondo e l'ultimo gol della vittoria per 6-3 sulla SPAL. Cosma totalizza 4 presenze in quel campionato che vede i veneti chiudono con il quinto posto finale.
A fine stagione passa in prestito al Verona in Serie B contribuendo con 8 reti alla sofferta salvezza degli scaligeri;  nel 1961 torna a Padova, ma dopo altre tre partite in A viene ceduto nella sessione autunnale del calciomercato viene ceduto al Varese in Serie C.
Dal 1962 al 1966 veste la maglia del Pisa in 2 campionati di Serie C e, dopo la promozione fra i cadetti dell'annata 1963-1964, in 2 di B, nei quali raggiunge in entrambe le occasioni le 10 realizzazioni stagionali.
Nell'estate del 1966 viene acquistato dalla Fiorentina dove, senza riuscire a conquistare il posto da titolare (10 presenze in campionato), va a segno in 3 occasioni in campionato e in 2 nella Mitropa Cup. A fine stagione passa al Lanerossi Vicenza, sempre in massima serie, ma scendono ulteriormente sia le presenze sia le reti realizzate (6 apparizioni in campionato, con una rete all'attivo nel pareggio esterno col Cagliari).
Nel 1968 torna a Pisa, per disputare coi nerazzurri il loro primo campionato di Serie A della storia, e realizza 3 reti in 13 incontri, non sufficienti per evitare le retrocessione. Resta coi toscani come rincalzo per altre tre stagioni, le prime due in B e la terza in C, prima di passare all'Entella Chiavari in Serie D.
In carriera ha totalizzato complessivamente 36 presenze e 9 reti in Serie A e 130 presenze e 32 reti in Serie B.

## Palmarès

### Club

#### Competizioni nazionali
- Serie C: 1

Pisa: 1964-1965